# KNM-ER 3883

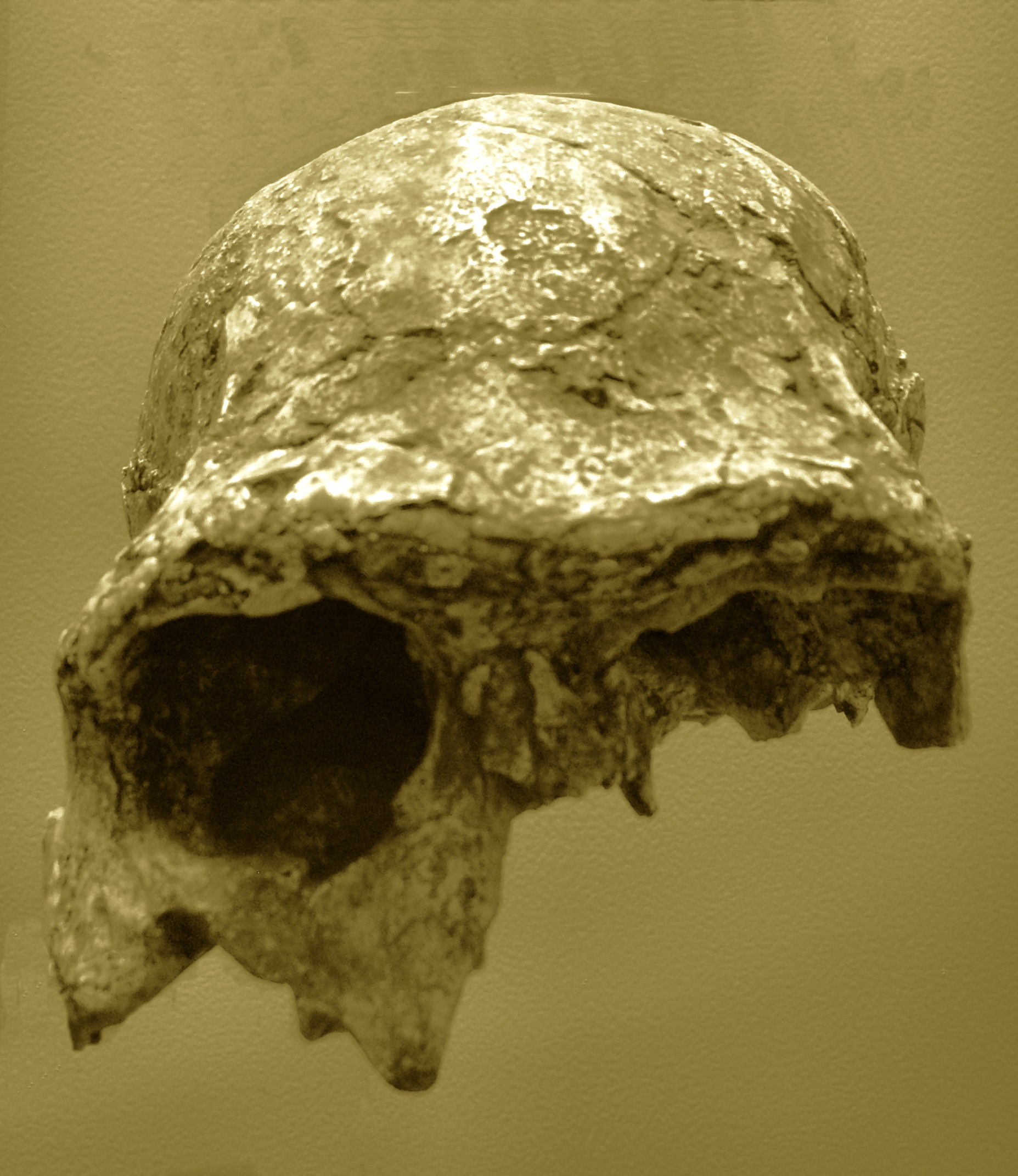
Copia del fossile KNM-ER 3883, esposta allo Senckenberg Museum di Francoforte in Germania

KNM-ER 3883 è un fossile di cranio di un ominide della specie Homo ergaster, datato a circa 1.5 milioni di anni fa, scoperto a Koobi Fora in Kenya, nel 1976 da Richard Leakey e M. Muluila.

## Descrizione
KNM-ER 3883 molto probabilmente è un esemplare di maschio adulto. Il cranio, lungo e basso con presenza di struttura postorbitale, manca della maggior parte dello scheletro facciale, sebbene il neurocranio sia abbastanza completo.